# كاميرا بكسل
كاميرا بكسل (بالإنجليزية: Pixel Camera)‏، والمعروفة مسبقًا باسم كاميرا جوجل (بالإنجليزية: Google Camera)‏ هو تطبيق طورته شركة جوجل لنظام التشغيل أندرويد، بدأت جوجل في تطويره في 2011 في حاضنة أبحاث جوجل إكس بقيادة مارك ليفوي، والتي كانت تعمل على تطوير تقنية دمج الصور لنظارات جوجل. في البداية كان يدعم جميع الأجهزة التي تعمل بنظام أندرويد كيت كات 4.4 والإصدارات الأحدث، ولكنه حاليًا يدعم رسميًا فقط أجهزة جوجل بيكسل، تم إصداره للجمهور لنظام أندرويد كيت كان 4.4 في جوجل بلاي في 16 أبريل 2014.

## روابط خارجية
- صفحة تطبيق Google Play